# Bahnhof Feldberg-Bärental
Feldberg-Bärental ist ein Bahnhof an der Dreiseenbahn östlich von Bärental, einem Ortsteil der Gemeinde Feldberg. Mit einer Höhe von 967 m ü. NN ist er der höchstgelegene Bahnhof Deutschlands an einer normalspurigen Strecke und zugleich der höchstgelegene der Deutschen Bahn.

## Geschichte

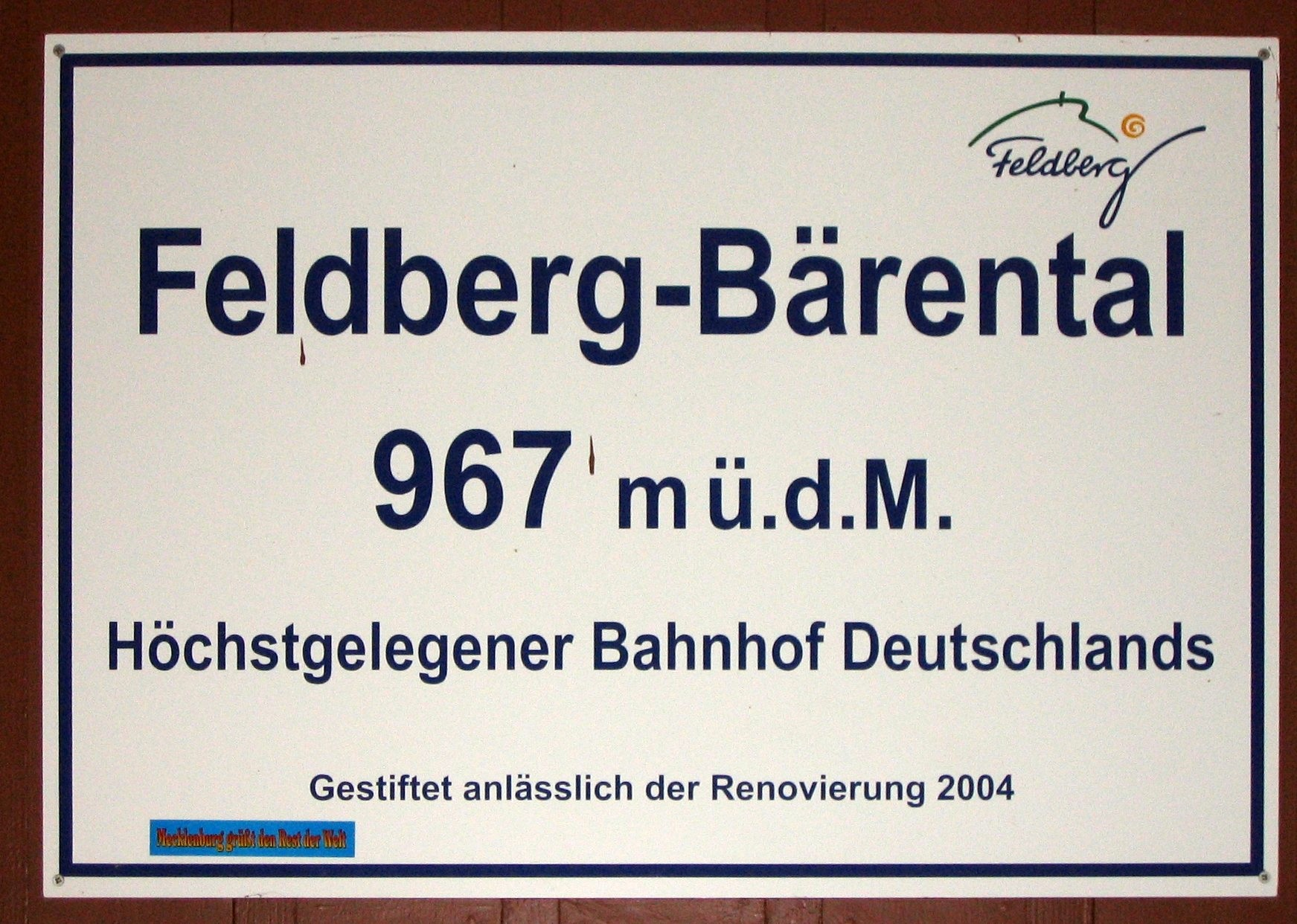
Höhenangabe am Bahnhof Feldberg-Bärental

Der Bahnhof Feldberg-Bärental wurde gleichzeitig mit der Eröffnung der Dreiseenbahn am 1. Dezember 1926 in Betrieb genommen. Das Bahnhofsgebäude steht unter Denkmalschutz. Bekanntheit erlangte der Bahnhof durch diverse in den 1980er-Jahren ausgestrahlte Folgen der ZDF-Serie Die Schwarzwaldklinik, in denen das Empfangsgebäude des Bahnhofs zu sehen ist.
2004 erfolgte die Renovierung der Außenfassade des Bahnhofs Feldberg-Bärental; 2007 wurde das Dach erneuert und der charakteristische Turm mit der Bahnhofsuhr restauriert. Außerdem wurden digitale Fahrgastinformationssysteme angebracht, die aktuelle Informationen anzeigen.
Im Juni 2012 verkaufte die Deutsche Bahn das Empfangsgebäude des Bahnhofs an einen privaten Investor aus Freiburg im Breisgau. Dieser gab zwar bekannt, eine Umgestaltung der Bahnhofsgastronomie und die Schaffung von Wohnraum im Dachgeschoss zu planen. Seit 2022 wird der Bahnhof renoviert, der ehemals vorhandene Kiosk ist reaktiviert worden und es entsteht Wohnraum, Ferienwohnungen sowie Veranstaltungs- und Geschäftsräume.

## Verkehr und Betrieb
Der Bahnhof Feldberg-Bärental wird jeweils im Stundentakt von der Linie S1 der Breisgau-S-Bahn in Richtung Seebrugg einerseits und Breisach über Titisee und Freiburg andererseits bedient. Am zweigleisig ausgebauten Bahnhof können hierbei Zugkreuzungen stattfinden, was aber fahrplanmäßig nicht vorgesehen ist. Im Fahrplanjahr 2013 wurde der Bahnhof von 14 Zügen pro Tag und Richtung bedient. Durch die Aufnahme des S-Bahn-Verkehrs hat sich der Fahrplan verdichtet, 2021 sind es werktags 20 und sonntags 18 Züge je Richtung.
| Linie | Verlauf | Takt   |
| ----- | --- | ------ |
| S1    | (Breisach – Ihringen – Wasenweiler – Gottenheim – Hugstetten – Freiburg-Landwasser – Freiburg Messe/Universität – Freiburg Klinikum –) (einzelne Züge morgens/abends) Freiburg (Breisgau) Hbf – Freiburg-Wiehre – Freiburg-Littenweiler – Kirchzarten – Himmelreich – Hinterzarten – Titisee – Feldberg-Bärental – Altglashütten-Falkau – Aha – Schluchsee – Seebrugg Züge verkehren zwischen Gottenheim und Freiburg Hbf vereinigt mit S11 von/nach Endingen, zwischen Freiburg Hbf und Titisee vereinigt mit S10 nach/von Villingen Stand: Fahrplanwechsel Dezember 2022 | 60 min |

Dampfsonderfahrten des Vereins IG 3-Seenbahn bedienen gelegentlich den Bahnhof Feldberg-Bärental. 2021 wurde ein neu gebauter Omnibusbahnhof direkt neben dem Bahnhof eröffnet, an diesem halten Regionalbuslinien von Südbadenbus, die nach Schluchsee, Titisee-Neustadt, Zell im Wiesental sowie Todtnau verkehren. Außerdem wurde ein großer Park&Ride-Parkplatz gebaut.
Der Bahnhof Feldberg-Bärental besitzt keine Fußgängerüber- oder -unterführung; um vom Hausbahnsteig (Gleis 2) auf Gleis 1 zu gelangen, müssen die Gleise niveaugleich gequert werden. Dadurch wird der Bahnhof von der Deutschen Bahn als vollständig barrierefrei eingestuft.